# Liste des titres musicaux numéro un au Royaume-Uni en 1986
Cette page liste les titres classés no 1 des ventes de disques au Royaume-Uni pour l'année 1986 selon The Official Charts Company.
Les classements hebdomadaires sont issus des UK Singles Chart et UK Albums Chart. Ils sont dévoilés le dimanche.

## Classement des singles
| №  | Date         | Artiste                        | Titre                                          | Référence |
| -- | ------------ | ------------------------------ | ---------------------------------------------- | --------- |
| 1  | 5 janvier    | Pet Shop Boys                  | West End Girls                                 |           |
| 2  | 12 janvier   | Pet Shop Boys                  | West End Girls                                 |           |
| 3  | 19 janvier   | A-ha                           | The Sun Always Shines on T.V.                  |           |
| 4  | 26 janvier   | A-ha                           | The Sun Always Shines on T.V.                  |           |
| 5  | 2 février    | Billy Ocean                    | When the Going Gets Tough, the Tough Get Going |           |
| 6  | 9 février    | Billy Ocean                    | When the Going Gets Tough, the Tough Get Going |           |
| 7  | 16 février   | Billy Ocean                    | When the Going Gets Tough, the Tough Get Going |           |
| 8  | 23 février   | Billy Ocean                    | When the Going Gets Tough, the Tough Get Going |           |
| 9  | 2 mars       | Diana Ross                     | Chain Reaction                                 |           |
| 10 | 9 mars       | Diana Ross                     | Chain Reaction                                 |           |
| 11 | 16 mars      | Diana Ross                     | Chain Reaction                                 |           |
| 12 | 23 mars      | Cliff Richard & The Young Ones | Living Doll                                    |           |
| 13 | 30 mars      | Cliff Richard & The Young Ones | Living Doll                                    |           |
| 14 | 6 avril      | Cliff Richard & The Young Ones | Living Doll                                    |           |
| 15 | 13 avril     | George Michael                 | A Different Corner                             |           |
| 16 | 20 avril     | George Michael                 | A Different Corner                             |           |
| 17 | 27 avril     | George Michael                 | A Different Corner                             |           |
| 18 | 4 mai        | Falco                          | Rock Me Amadeus                                |           |
| 19 | 11 mai       | Spitting Image                 | The Chicken Song                               |           |
| 20 | 18 mai       | Spitting Image                 | The Chicken Song                               |           |
| 21 | 25 mai       | Spitting Image                 | The Chicken Song                               |           |
| 22 | 1er juin     | Doctor and the Medics          | Spirit in the Sky                              |           |
| 23 | 8 juin       | Doctor and the Medics          | Spirit in the Sky                              |           |
| 24 | 15 juin      | Doctor and the Medics          | Spirit in the Sky                              |           |
| 25 | 22 juin      | Wham!                          | The Edge of Heaven                             |           |
| 26 | 29 juin      | Wham!                          | The Edge of Heaven                             |           |
| 27 | 6 juillet    | Madonna                        | Papa Don't Preach                              |           |
| 28 | 13 juillet   | Madonna                        | Papa Don't Preach                              |           |
| 29 | 20 juillet   | Madonna                        | Papa Don't Preach                              |           |
| 30 | 27 juillet   | Chris de Burgh                 | The Lady in Red                                |           |
| 31 | 3 août       | Chris de Burgh                 | The Lady in Red                                |           |
| 32 | 10 août      | Chris de Burgh                 | The Lady in Red                                |           |
| 33 | 17 août      | Boris Gardiner (en)            | I Wanna Wake Up with You                       |           |
| 34 | 24 août      | Boris Gardiner (en)            | I Wanna Wake Up with You                       |           |
| 35 | 31 août      | Boris Gardiner (en)            | I Wanna Wake Up with You                       |           |
| 36 | 7 septembre  | The Communards                 | Don't Leave Me This Way                        |           |
| 37 | 14 septembre | The Communards                 | Don't Leave Me This Way                        |           |
| 38 | 21 septembre | The Communards                 | Don't Leave Me This Way                        |           |
| 39 | 28 septembre | The Communards                 | Don't Leave Me This Way                        |           |
| 40 | 5 octobre    | Madonna                        | True Blue                                      |           |
| 41 | 12 octobre   | Nick Berry (en)                | Every Loser Wins                               |           |
| 42 | 19 octobre   | Nick Berry (en)                | Every Loser Wins                               |           |
| 43 | 26 octobre   | Nick Berry (en)                | Every Loser Wins                               |           |
| 44 | 2 novembre   | Berlin                         | Take My Breath Away                            |           |
| 45 | 9 novembre   | Berlin                         | Take My Breath Away                            |           |
| 46 | 16 novembre  | Berlin                         | Take My Breath Away                            |           |
| 47 | 23 novembre  | Berlin                         | Take My Breath Away                            |           |
| 48 | 30 novembre  | Europe                         | The Final Countdown                            |           |
| 49 | 7 décembre   | Europe                         | The Final Countdown                            |           |
| 50 | 14 décembre  | The Housemartins               | Caravan of Love (en)                           |           |
| 51 | 21 décembre  | Jackie Wilson                  | Reet Petite                                    |           |
| 52 | 28 décembre  | Jackie Wilson                  | Reet Petite                                    |           |

## Classement des albums
| №  | Date         | Artiste                    | Titre                              | Référence |
| -- | ------------ | -------------------------- | ---------------------------------- | --------- |
| 1  | 5 janvier    | Compilation                | Now That's What I Call Music 6     |           |
| 2  | 12 janvier   | Dire Straits               | Brothers in Arms                   |           |
| 3  | 19 janvier   | Dire Straits               | Brothers in Arms                   |           |
| 4  | 26 janvier   | Dire Straits               | Brothers in Arms                   |           |
| 5  | 2 février    | Dire Straits               | Brothers in Arms                   |           |
| 6  | 9 février    | Dire Straits               | Brothers in Arms                   |           |
| 7  | 16 février   | Dire Straits               | Brothers in Arms                   |           |
| 8  | 23 février   | Dire Straits               | Brothers in Arms                   |           |
| 9  | 2 mars       | Dire Straits               | Brothers in Arms                   |           |
| 10 | 9 mars       | Dire Straits               | Brothers in Arms                   |           |
| 11 | 16 mars      | Dire Straits               | Brothers in Arms                   |           |
| 12 | 23 mars      | Compilation                | Hits 4                             |           |
| 13 | 30 mars      | Compilation                | Hits 4                             |           |
| 14 | 6 avril      | Compilation                | Hits 4                             |           |
| 15 | 13 avril     | Compilation                | Hits 4                             |           |
| 16 | 20 avril     | Bryan Ferry and Roxy Music | Street Life: 20 Great Hits         |           |
| 17 | 27 avril     | Bryan Ferry and Roxy Music | Street Life: 20 Great Hits         |           |
| 18 | 4 mai        | Bryan Ferry and Roxy Music | Street Life: 20 Great Hits         |           |
| 19 | 11 mai       | Bryan Ferry and Roxy Music | Street Life: 20 Great Hits         |           |
| 20 | 18 mai       | Bryan Ferry and Roxy Music | Street Life: 20 Great Hits         |           |
| 21 | 25 mai       | Peter Gabriel              | So                                 |           |
| 22 | 1er juin     | Peter Gabriel              | So                                 |           |
| 23 | 8 juin       | Queen                      | A Kind of Magic                    |           |
| 24 | 15 juin      | Genesis                    | Invisible Touch                    |           |
| 25 | 22 juin      | Genesis                    | Invisible Touch                    |           |
| 26 | 29 juin      | Genesis                    | Invisible Touch                    |           |
| 27 | 6 juillet    | Madonna                    | True Blue                          |           |
| 28 | 13 juillet   | Madonna                    | True Blue                          |           |
| 29 | 20 juillet   | Madonna                    | True Blue                          |           |
| 30 | 27 juillet   | Madonna                    | True Blue                          |           |
| 31 | 3 août       | Madonna                    | True Blue                          |           |
| 32 | 10 août      | Madonna                    | True Blue                          |           |
| 33 | 17 août      | Compilation                | Now That's What I Call Music 7     |           |
| 34 | 24 août      | Compilation                | Now That's What I Call Music 7     |           |
| 35 | 31 août      | Compilation                | Now That's What I Call Music 7     |           |
| 36 | 7 septembre  | Compilation                | Now That's What I Call Music 7     |           |
| 37 | 14 septembre | Compilation                | Now That's What I Call Music 7     |           |
| 38 | 21 septembre | Five Star                  | Silk and Steel                     |           |
| 39 | 28 septembre | Paul Simon                 | Graceland                          |           |
| 40 | 5 octobre    | Paul Simon                 | Graceland                          |           |
| 41 | 12 octobre   | Paul Simon                 | Graceland                          |           |
| 42 | 19 octobre   | Paul Simon                 | Graceland                          |           |
| 43 | 26 octobre   | Paul Simon                 | Graceland                          |           |
| 44 | 2 novembre   | The Police                 | Every Breath You Take: The Singles |           |
| 45 | 9 novembre   | The Police                 | Every Breath You Take: The Singles |           |
| 46 | 16 novembre  | Compilation                | Hits 5                             |           |
| 47 | 23 novembre  | Compilation                | Hits 5                             |           |
| 48 | 30 novembre  | Compilation                | Now That's What I Call Music 8     |           |
| 49 | 7 décembre   | Compilation                | Now That's What I Call Music 8     |           |
| 50 | 14 décembre  | Compilation                | Now That's What I Call Music 8     |           |
| 51 | 21 décembre  | Compilation                | Now That's What I Call Music 8     |           |
| 52 | 28 décembre  | Compilation                | Now That's What I Call Music 8     |           |

## Meilleures ventes de l'année
Le duo The Communards arrive en tête des ventes annuelles de singles avec Don't Leave Me This Way, reprise de la chanson de Harold Melvin and the Blue Notes qui s'est vendue à 768 500 exemplaires. La 2e place est occupée par Every Loser Wins, chanson issue du soap opera britannique EastEnders et interprétée par Nick Berry (en) qui s'est écoulée à 748 000 exemplaires. Cliff Richard arrive 3e avec une nouvelle version de la chanson Living Doll enregistrée en compagnie des acteurs de la série télévisée comique Les Branchés débranchés (The Young Ones) et vendue 709 000 fois. Diana Ross est 5e grâce aux 677 000 acheteurs de Chain Reaction.
| Singles | Albums |
| --- | --- |
| 1. The Communards – Don't Leave Me This Way 2. Nick Berry - Every Loser Wins 3. Boris Gardiner – I Wanna Wake Up with You 4. Cliff Richard & The Young Ones - Living Doll 5. Diana Ross - Chain Reaction 6. Chris de Burgh - The Lady in Red 7. Billy Ocean - When the Going Gets Tough, the Tough Get Going 8. Madonna - Papa Don't Preach 9. Berlin - Take My Breath Away 10. Sinitta - So Macho / Cruising | 1. Madonna – True Blue 2. Dire Straits - Brothers in Arms 3. Compilation - Now That's What I Call Music 8 4. Paul Simon - Graceland 5. Whitney Houston - Whitney Houston 6. Compilation - Now That's What I Call Music 7 7. A-ha - Hunting High and Low 8. Queen - A Kind of Magic 9. Eurythmics - Revenge 10. Five Star - Silk and Steel |